# Стависьки
Ставі́ські (пол. Stawiski) — місто в північно-східній Польщі.
Належить до Кольненського повіту Підляського воєводства.

## Демографія
Демографічна структура станом на 31 березня 2011 року:

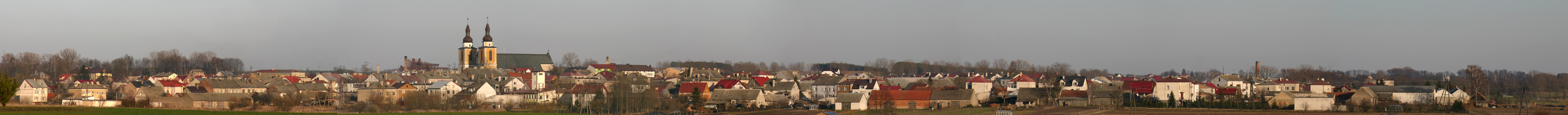
Панорама міста

|          | Загалом | Допрацездатний вік | Працездатний вік | Постпрацездатний вік |
| -------- | ------- | ------------------ | ---------------- | -------------------- |
| Чоловіки | 1207    | 259                | 843              | 105                  |
| Жінки    | 1240    | 229                | 750              | 261                  |
| Разом    | 2447    | 488                | 1593             | 366                  |